# Johan Ramhorn
Johan Ramhorn (3 mei 1996) is een Zweeds-Koreaanse voetballer die momenteel zonder club zit. Ramhorn speelt als verdediger.

## Carrière
Ramhorn is opgegroeid in Malmö, waar hij zijn eerste stappen op het voetbalveld zette bij Oxie IF. In zijn tienerjaren maakte hij de overstap naar Real Malmö. In de zomer van 2012 werden Johan en zijn tweelingbroer Sebastian uitgenodigd om op proef te komen bij Kalmar FF. Beiden vielen in de smaak en tekenden een contract bij de club die op dat moment uitkwam in de Allsvenskan.
Ramhorn maakte op maandag 25 augustus 2014 zijn debuut voor Kalmar FF, in de met 2-1 gewonnen wedstrijd tegen Gefle IF. Ramhorn kwam in de slotminuut in het veld als vervanger van Ludvig Öhman. De verdediger wordt tijdens zijn periode bij Kalmar FF verschillende keren verhuurd. Hij slaagt er nooit in om een vaste waarde te worden in de Guldfågeln Arena. Na afloop van het seizoen 2018 wordt zijn contract niet verlengd.

## Interlandcarrière
In september 2013 werd Ramhorn geselecteerd voor het Zweedse nationale elftal voor spelers onder 17 jaar. Met de nationale jeugdploeg speelde hij mee tijdens het WK voor spelers onder 17 jaar. Daar veroverden de Zweden de derde plaats.